# آلکس پیلیبوس
آلکس پیلیبوس (ارمنی: Ալեքս Փիլիպոս; انگلیسی: Alex Pilibos; زاده ۱۸۸۸ – درگذشته ۱۹۶۶) بشردوست و کارآفرین ارمنی‌تبار اهل ایالات متحده آمریکا بود. یک بشردوست برجسته، بازرگان، تولید کننده و عمده فروش خربزه و بنیانگذار مدرسه ارمنی رز و الکس پیلیبوس بود.  او به این باور داشت که می‌تواند یکی از بزرگترین تولیدکنندگان گوشت خوک در کالیفرنیا بشود.